# Željko Dučmelić
Željko Dučmelić (Vinkovci, 10. studenoga 1919. - ), hrvatski emigrantski književnik. Pisao je pjesme, crtice, eseje i novele i jedan roman.

## Životopis
Rodio se je 1919. u Vinkovcima. U rodnim Vinkovcima završio pučku školu i gimnaziju. Pošao 1938. godine na studij na Tehnički fakultet u Zagrebu, na geodetski odsjek. Poslije drugoga svjetskog rata otišao je inozemstvo. Smješten u logore. Dobivši stipendiju, nastavio je studirati u Padovi. Iz Italije se je prosinca 1947. preselio u Argentinu, gdje je radio kao inženjer na izgradnji cesta, mostova i naselja. U slobodno vrijeme bavio se poučnoproznom pisanju na španjolskom i hrvatskom jeziku o hrvatskoj suvremenoj nacionalnoj problematici, domovinskoj i iseljeničkoj. Za to napisati služio se autobiografskim događajima i opisima. To je objavio u višesveščanoj životopisno-didaktičkoj prozi El Croata. Objavio je četiri knjiga na hrvatskom i ciklus je planirao okončati petom knjigom. U međuvremenu otišao je u mirovinu i nastavio živjeti u pokrajini Buenos Aires.

## Djela
Njegova životopisno-didaktička proza El Croata objavljena je od 1988. do 1991. u 40 svezaka, po 20 stranica, koji su se sadržajem nastavljali jedan na drugoga. Zasebno objavio knjige:
- Cuatro meses en el paraiso, Florida (Buenos Aires) 1971.
- Hrvat 1 - Dogodovštine jednoga običnog čovjeka, Florida (Buenos Aires) 1990.
- Hrvat 2 - Hrvatska pati ali ne umire nikada, Florida (Buenos Aires) 1991.
- Hrvat 3 - Četiri mjeseca u raju (hrvatsko izdanje njegove knjige "Cuatro meses en el paraiso), Florida (Buenos Aires) 1992.
- Hrvat 4 - Po putevima u neizvjesnost, Florida (Buenos Aires) 1993.
- Hrvat 5 -Drveni sok otrgnutih grana, Florida (Buenos Aires) 1994.
- Hrvat - Slikovni dodatak, Florida (Buenos Aires) 1994.

Šimun Šito Ćorić uvrstio ga je u svoju antologiju 60 hrvatskih emigrantskih pisaca.